# Drachenlord
Drachenlord (* 2. August 1989 in Neustadt an der Aisch, bürgerlich Rainer Winkler) ist ein deutscher Webvideoproduzent und Livestreamer, der aufgrund einer ausgeprägten Mobbing- bzw. Cyber-Mobbing-Szene, die sich gegen ihn bildete, Bekanntheit im deutschsprachigen Raum erlangte.
Aus zunächst einzelnen gegen Winkler gerichteten Aktionen formierte sich eine Online-Community aus im Folgenden als „Hater“ bezeichneten „Anti-Fans“. Die Community bezeichnete die Aktionen euphemistisch als „Drachengame“. Das Erscheinen von Teilen der Community am Wohnhaus Winklers im mittelfränkischen Altschauerberg führte zeitweise zu täglich mehrfachen Polizeieinsätzen, ausgelöst durch zum Teil strafbare Handlungen beider Seiten. Aus dem Geschehen resultierten immer wieder Verurteilungen, sowohl von Community-Mitgliedern als auch von Winkler selbst.
Im Oktober 2021 verkaufte Winkler sein Anwesen an die Gemeinde. Nachdem er es im Februar 2022 verlassen hatte, ließ die Gemeinde das Wohnhaus und die baufällige Garage abreißen. Auch seine neuen Wohnorte wurden immer wieder von Hatern aufgespürt.

## Leben
Winkler wuchs im Emskirchener Gemeindeteil Altschauerberg auf. Eigenen Angaben zufolge ist Winkler Legastheniker und besuchte eine Sonderschule. Bereits dort habe er lange unter Mobbing leiden müssen. Nach seiner Schullaufbahn bestritt er einige Jobs über eine Zeitarbeitsfirma, gab sie aber 2011 für seine YouTube-Aktivitäten auf.

## Internetauftritt
Winkler ist spätestens seit 2011 unter dem Pseudonym Drachenlord in den sozialen Medien aktiv. Seinen YouTube-Kanal, auf dem er regelmäßig Videos publizierte, erstellte er am 10. August 2011. Sein erstes Video, in dem er die hauptsächlich im Metal verbreitete Tanzform Headbanging praktizierte, lud er am 11. August 2011 hoch. Bis zur Löschung wurde sein YouTube-Kanal über 200.000 Mal abonniert. Die zuletzt öffentlich einsehbaren Videos wurden über 18 Millionen Mal abgerufen (Stand: 23. März 2022). Weiterhin betrieb Winkler regelmäßig Livestreaming auf der Plattform YouNow. Im März 2019 stufte die Bayerische Landeszentrale für neue Medien das Streaming-Angebot als Rundfunk ein und untersagte den weiteren Betrieb bis zur Vorlage einer rundfunkrechtlichen Zulassung. Vor Gericht bezeichnete er sich im Oktober 2021 als YouTuber oder Influencer und gab seinen monatlichen Verdienst mit 3500 bis 6000 Euro an.
Winkler veröffentlichte zunächst Let’s Plays und Inhalte zum Thema Metal-Musik, zog den Unmut vieler Zuschauer auf sich und wurde auch durch sein äußeres Erscheinungsbild immer häufiger zur Zielscheibe von verbalen Mobbing-Attacken.
YouTube löschte im August 2022 Winklers YouTube-Kanal, der über Jahre hinweg sein Hauptmedium gewesen war.

## Auseinandersetzungen

### Die „Hater-Community“
Ab welchem Zeitpunkt die Bezeichnung „Hater“ verwendet werden kann, ist schwierig festzulegen, zumal der Fall bisher nur spärlich wissenschaftlich untersucht bzw. von Experten beurteilt wurde. Bereits Ende 2014 gingen jedoch beim Nürnberger Radiosender Radio Z über 1000 E-Mails und Drohanrufe ein, nachdem Winkler dort ein Interview gegeben hatte, was er in zwei Videos angekündigt hatte. Das Interview wurde allerdings wegen des „fraglichen Informationsgehalts“ nicht ausgestrahlt.
Die Hater-Community vernetzt sich über diverse Online-Plattformen wie Discord oder Telegram. Die größte Telegram-Gruppe umfasst zehntausende Mitglieder. Auf Videoportalen wie YouTube sind tausende von Gegnern produzierte Videos, etwa in Form von Reactions, Parodien und Leaks, zu finden. Weiterhin bestehen Websites, die ähnlich wie Nachrichtenportale regelmäßig über Neuigkeiten des „Drachengames“ berichten, und Chroniken, die akribisch jeglichen von Winkler und von den Hatern produzierten Content archivieren. Zudem sind auch Unternehmen, die Geschäftsbeziehungen mit Winkler unterhalten, sowie Restaurants, Hotels und Privatpersonen, die mit Winkler im Kontakt stehen, von negativen Auswirkungen betroffen. Hierzu zählen beispielsweise Hassmails, Scherzanrufe, unerwünschte Pizzalieferungen oder gefälschte Paketbestellungen. Unternehmen haben auch unter schlechten, geschäftsschädigenden Online-Bewertungen zu leiden; Lieferdienste kämpfen mit unbezahlten Rechnungen. Laut der Journalistin Julia Ruhnau zieht jeder, der mit Winkler in Kontakt kommt, „eine Armada von anonymen Internettrollen an.“

### Vandalismus am Wohnsitz

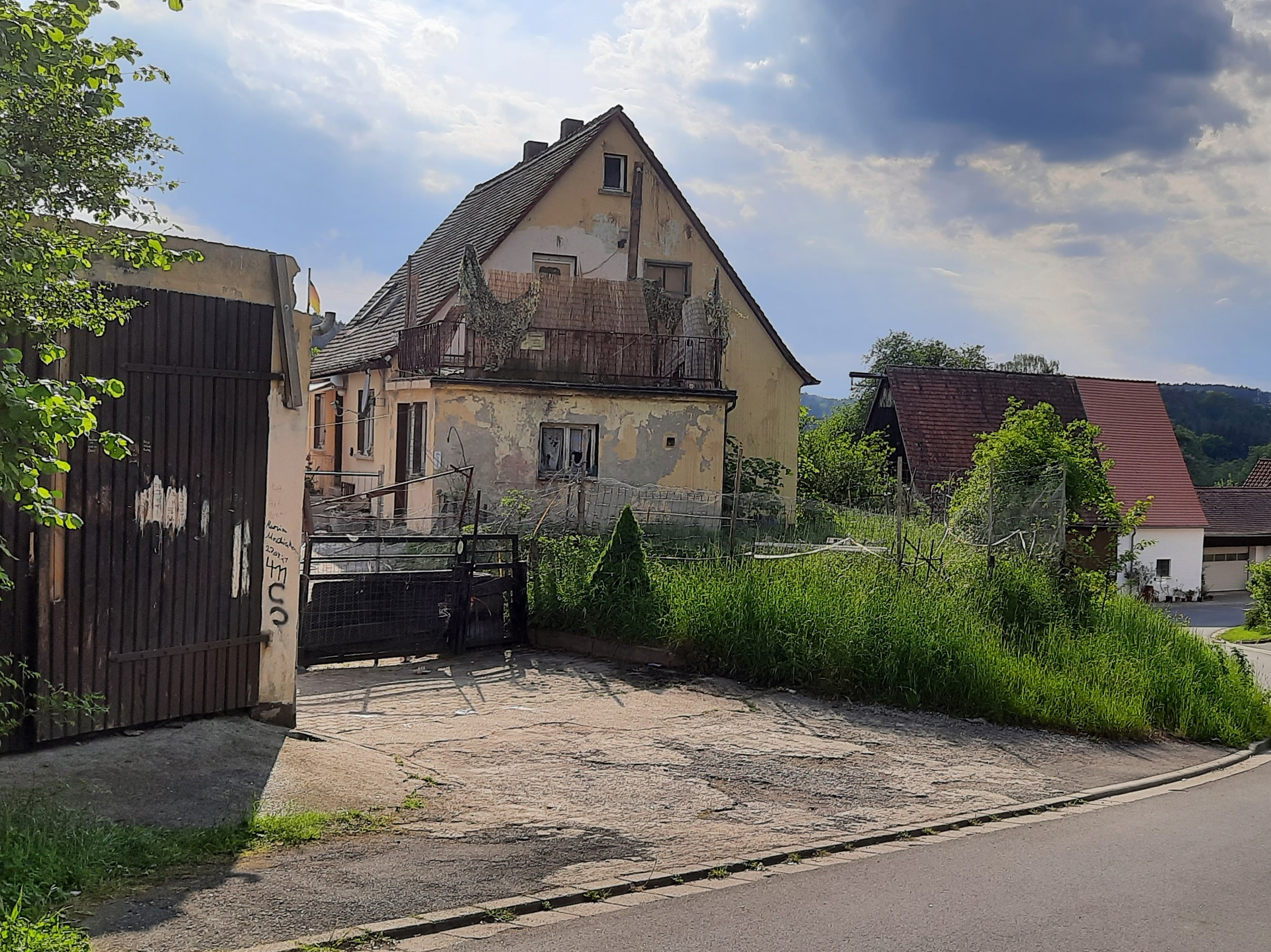
Winklers inzwischen abgerissenes Elternhaus, jahrelang Schauplatz von Auseinandersetzungen

Zu ersten Konflikten war es bereits vor 2014 gekommen, auf die Winkler kontinuierlich reagierte. Anfang 2014 soll ein Hater die Kontaktdaten von Winklers Schwester ausgemacht haben und sie seinen Angaben zufolge mit verzerrter Stimme in einem Anruf bedroht haben. Winkler reagierte darauf im Februar 2014 mit einem nur kurze Zeit öffentlichen Video, in dem er aus Wut seine volle Adresse preisgab und die Akteure herausforderte, zu ihm zu kommen. Es kam immer wieder zu Ruhestörungen; zur Anzeige gebracht wurden auch Sachbeschädigungen und Hausfriedensbruch, sowohl bei Winkler selbst als auch bei unbeteiligten Anwohnern, während der COVID-19-Pandemie Verstöße gegen das Infektionsschutzgesetz, Beleidigungen sowie Gewaltdelikte. Zum Zeitpunkt des Berufungsprozesses gegen Winkler waren nach Angaben der Staatsanwaltschaft über 150 Verfahren gegen Hater offen.
2022 wurde ein Sprecher der mittelfränkischen Polizei durch den BR mit der Angabe zitiert, zuletzt habe es kaum einen Tag ohne Besuche von teilweise randalierenden Hatern gegeben. Im Schnitt habe die örtliche Polizei fünf bis zehn Mal täglich ausrücken müssen, an Spitzentagen bis zu fünfzehn Mal, was bei den Beamten zu einer erheblichen Belastung geführt habe. Auch nach dem Wegzug Winklers aus Altschauerberg kam es noch zu Besuchen durch Schaulustige und zu Straftaten wie Sachbeschädigung und Hausfriedensbruch. Laut Carsten Keller, dem Chef der Polizeiinspektion Neustadt/Aisch, handelte es sich bei solchen Vorfällen um „Einzelfälle, die aber immer mal wieder aufploppen“.

### Missbräuchliche Verwendung von Notrufen
Im Juli 2015 kam es bei Winkler zum vermutlich ersten Fall von Swatting in Deutschland, der mit einem Gerichtsurteil endete. Ein 24-Jähriger löste einen falschen Notruf aus und sorgte so für einen Großeinsatz von Feuerwehr, Polizei und Rettungsdienst am Haus Winklers. Dieses und weitere zum Teil gegen Winkler gerichtete Delikte führten zu einer Verurteilung des Mannes im Jahr 2017 zu einer dreieinhalbjährigen Haftstrafe. In der folgenden Zeit kam es immer wieder zu missbräuchlichen Notrufen zum Nachteil Winklers. Im Mai 2022 provozierten Hater durch einen falschen Notruf einen Großeinsatz der Polizei in einem Nürnberger Hotel, in dem sich Winkler zu diesem Zeitpunkt aufhielt.

### Versammlungen in Emskirchen
Für den Zeitraum vom 18. bis 21. August 2018 verhängte das zuständige Landratsamt ein Versammlungsverbot in der gesamten Gemeinde Emskirchen, nachdem wohl mehr als 10.000 Personen ihr Kommen zu einer unangemeldeten Veranstaltung angekündigt hatten. Am 20. August 2018 versammelten sich etwa 800 Mitglieder der Community unangemeldet in Altschauerberg. Die Teilnehmer stammten wohl aus dem gesamten deutschsprachigen Raum. Die Polizei erteilte rund 300 Platzverweise. Ein massives Polizeiaufgebot am 20. Oktober 2018 verhinderte ein erneutes derartiges Zusammenkommen.
Am 9. August 2025 gab es erneute Versuche, eine als „Schanzenfest“ bezeichnete Versammlung in Altschauerberg durchzuführen. Dies konnte durch massiven Polizeieinsatz unterbunden werden. Dabei fanden sich trotz des Erlasses einer Allgemeinverfügung bis zu 4000 Personen an der Ortsgrenze ein. Am Rande des Versammlungsgeschehens kam es zu Beleidigungen der Einsatzkräfte, Widerstandshandlungen und Sachbeschädigungen.

### Falschmeldungen
Immer wieder kam es auch zu Fake-News-Meldungen mit Bezug auf Winkler. Im März 2019 wurde Winkler nach dem Anschlag in Utrecht erneut Opfer eines derartigen Vorfalls, bei dem der türkische Fernsehsender 24 ihn als Täter darstellte. Nach dem Anschlag von Kongsberg im Oktober 2021 änderten Mitglieder der Hater-Community den Namen Winklers in einen stereotypischen skandinavischen Familiennamen („Rainer Winklarson“) und verbreiteten ihn in den sozialen Medien als Namen des Täters, woraufhin verschiedene Medien diese Information erneut ungeprüft übernahmen. Laut Recherchen von tagesschau.de wurden im Netz 50 Medienberichte ausfindig gemacht, die den falschen Namen weiterverbreitet hatten, darunter italienische, griechische und französische Medien sowie die japanische Ausgabe des russischen Portals Sputnik.
Im Online-Kartendienst Google Maps manipulierten Hater immer wieder Straßennamen in Altschauerberg und der unmittelbaren Umgebung. So waren dort auf das „Drachengame“ bezugnehmende und vor allem für Insider verständliche Namen wie Meddlweg, Haidergasse oder Freundin-Ausdenken-Weg zu sehen.
Anfang 2023 veröffentlichte die Bild ein, wie sich später herausstellte, gefälschtes Interview mit Winkler. In einem Livestream bestritt er energisch, der Zeitung ein Interview gegeben zu haben, und kritisierte sie. Das Interview war vermutlich von einem Hater fingiert worden. Der Bild-Reporter hatte offizielle Ausweisdokumente angefordert und offenbar gefälschte oder öffentlich einsehbare Dokumente erhalten. Die Zeitung zog den Bericht zurück.
Im Vorfeld der Landtagswahl in Sachsen 2024 tauchten an mehreren Orten in Sachsen gefälschte CDU-Wahlplakate mit Winklers Konterfei auf. Mit Slogans wie „Er hat die Stärke, die es braucht“ wurde darauf für die Wahl Rainer Winklers geworben. Auch gefälschte Linke-Wahlwerbungssticker mit Winkler darauf wurden gesichtet. Fotografien derselben gingen in verschiedenen sozialen Netzwerken viral.

### Weitere Nachstellungen
Winkler war nach dem Auszug 2022 aus seinem Haus in Altschauerberg zunächst obdachlos und tourte mit seinem Wagen durch Deutschland. Dabei streamte er weiter. Er kam unter anderem in Hotels unter, schlief aber auch im Freien. Während dieser Zeit ging die Mobbingkampagne weiter. Die Community versuchte seinen Aufenthaltsort herauszufinden und belästigte die Hotels, in denen er sich mutmaßlich befand. In seinem früheren Wohnort kam es weiterhin zu Vandalismus. Auch an seinem zwischenzeitlichen neuen Wohnort bei Plauen im Vogtland musste die Polizei nach dem Auftreten mehrerer Nachsteller Platzverweise erteilen.

## Gerichtsprozesse gegen Winkler
Infolge diverser zwischen August 2019 und August 2021 begangener Delikte, darunter gefährliche Körperverletzung, Beleidigung und Verleumdung sowie Sachbeschädigung, verurteilte das Amtsgericht Neustadt an der Aisch Winkler am 21. Oktober 2021 zu einer Gesamtfreiheitsstrafe von zwei Jahren. In mehreren Fällen habe er Polizeibeamte beleidigt sowie Mitglieder der Hater-Community jeweils mit einem Ziegelstein, einer Taschenlampe sowie der Faust verletzt. Er benannte die dauerhafte emotionale Belastung als Hauptgrund für die Handlungen. Das Gericht wertete den durch die seit Jahren anhaltende Situation entstandenen Druck strafmildernd. Bereits zuvor war Winkler mehrfach verurteilt worden, eine Haftstrafe war zur Bewährung ausgesetzt. Sowohl der Angeklagte als auch die Staatsanwaltschaft legten Berufung ein, sodass das Landgericht Nürnberg-Fürth den Fall am 23. März 2022 erneut verhandelte.
Im Laufe des Verfahrens wurde bekannt, dass Winkler den Verkauf seines Hauses sowie den Wegzug aus Altschauerberg plante. Nach dem Verkauf des Anwesens an die Gemeinde Emskirchen zog er im Februar 2022 aus und ist wohnungslos, nachdem sich nach eigenen Angaben eine Wohnungssuche aufgrund seiner Bekanntheit als ergebnislos herausstellte.
Bei der Berufungsverhandlung vor dem Landgericht Nürnberg-Fürth wurde Winkler zu einem Jahr Freiheitsstrafe auf Bewährung und einer Geldstrafe verurteilt, in zwei Fällen der Körperverletzung wurde er freigesprochen. Der Richter hob hervor, dass es sich bei Winkler um einen Fall eines der Justiz bisher unbekannten Ausmaßes handle. Dies habe im Urteil Berücksichtigung gefunden. Bereits Stunden vor der Verhandlung hatten sich Gruppen von Hatern vor dem Gerichtsgebäude versammelt. Zudem waren erneut zahlreiche Medienvertreter erschienen. Die Staatsanwaltschaft, die für eine Haftstrafe von zwei Jahren und drei Monaten ohne Bewährung plädiert hatte, gab bereits am darauf folgenden Tag bekannt, Revision einlegen zu wollen, die in nächster Instanz am Bayerischen Obersten Landesgericht durchgeführt werden sollte. Die Staatsanwaltschaft Nürnberg-Fürth erachtete die Revision im Mai 2022 als nicht notwendig und zog sie zurück, sodass das Urteil rechtskräftig wurde.

## Öffentliche Wirkung

### Reaktionen der Politik
Im Zusammenhang mit dem von der Hater-Community als Schanzenfest bezeichneten Zusammenkommen von über 800 Menschen in Altschauerberg im August 2018 äußerte sich der bayerische Innenminister Joachim Herrmann (CSU) in der Frankenschau zur Situation und versprach „alles dafür [zu] tun, um die Ruhe in diesem Dorf wiederherzustellen“. Das Landratsamt des Landkreises Neustadt an der Aisch-Bad Windsheim verhängte als Reaktion auf die Aufrufe zur unangemeldeten Versammlung in Altschauerberg vorbeugend ein Versammlungsverbot vom 18. bis 21. August für das gesamte Gebiet der Gemeinde Emskirchen. Bereits zuvor war im Gemeindeteil als Reaktion auf die Umstände ein Durchfahrtsverbot für Kraftfahrzeuge erlassen worden. Ein erneutes mehrtägiges Versammlungsverbot wurde vor einer gleichartigen, unangemeldeten Versammlung am 20. Oktober 2018 erlassen, die erneut für ein großes Polizeiaufgebot sorgte.
Am 24. September 2018 erließ der Markt Emskirchen als Reaktion auf die dauerhaften Unruhen im Gemeindeteil Altschauerberg erstmals eine Allgemeinverfügung. Diese bis zum 1. Januar 2019 befristete Verfügung verbot unter anderem Menschenansammlungen von mehr als zwölf Personen im gesamten Gemeindeteil. Eine neue Allgemeinverfügung vom 27. Februar 2019 stellte nun auch unter anderem das Mitführen von Feuerwerkskörpern und Ähnlichem sowie Vermummungsgegenständen unter Strafe.
Am 6. September 2021 wurde eine noch weiter verschärfte Allgemeinverfügung erlassen. Die Personengrenze für Menschenansammlungen wurde auf acht heruntergesetzt. Zudem verbot die Verfügung Personen, die innerhalb der letzten drei Jahre bereits einen Platzverweis im Geltungsbereich der Verfügung erhalten hatten, den Zutritt zum Gemeindeteil gänzlich. Dieser Punkt gab den Behörden eine weitere rechtliche Handhabe gegen wiederkehrende Straftäter. Am 6. Dezember 2021 wurde eine dritte und letzte Allgemeinverfügung erlassen, die bis zum 13. März 2022 beschränkt war und nicht verlängert wurde.
Die Gemeinde Emskirchen kaufte das Anwesen Winklers und ließ das Gebäude im März 2022 abreißen, was zeitweise unter Polizeischutz geschehen musste. Sandra Winkelspecht (CSU), die Bürgermeisterin der Gemeinde, äußerte die Hoffnung, den dauerhaften Unruhen so langfristig ein Ende bereiten zu können. Das Grundstück solle daher zunächst weder veräußert noch anderweitig genutzt werden.

### Berichterstattung
Das Phänomen ist zeitüberdauernd Teil von inzwischen überregionaler Berichterstattung im gesamten deutschsprachigen Raum. Als Ereignisse mit besonderer medialer Aufmerksamkeit sind beispielsweise das Swatting zum Nachteil Winklers, die als Schanzenfest bezeichnete unangemeldete Versammlung in Altschauerberg sowie der Gerichtsprozess gegen Winkler zu nennen.
Am 24. November 2016 veröffentlichte das zum öffentlich-rechtlichen Netzwerk funk gehörende Y-Kollektiv eine 20-minütige Dokumentation mit dem Titel Drachenlord vs. Hater – wenn Cyber-Mobbing Realität wird, die auf YouTube über 2,6 Millionen Mal abgerufen wurde (Stand: März 2024). Am 3. Juni 2018 folgte eine 45-minütige Dokumentation über Hass im Internet, mit Fokus auf den Fall Drachenlord. Diese wurde auf YouTube über 2,6 Millionen Mal abgerufen (Stand: März 2024) und am 4. Juni 2018 in Das Erste ausgestrahlt.
In einer im Oktober 2021 im Spiegel veröffentlichten Kolumne sieht der Journalist Sascha Lobo eine typische Täter-Opfer-Umkehr, den Abschluss der Gerichtsverhandlung im Oktober 2021 bezeichnet er als „empörendes Urteil“ und als „Unrecht“. Winkler sei „ein Opfer, das unsagbar gequält wurde und dem nichts blieb, als sich zu wehren“. Die Hater bezeichnet Lobo als „faschistoide Menschenfeinde“ und bezieht sich dabei auch auf „diejenigen, die nur mal schauen wollen oder so ein bisschen mitschwimmen“. Die Umstände gingen demnach nicht von Winkler selbst aus, sondern seien ein „katastrophales Versagen von Justiz, Medien und Gesellschaft“. Die polarisierenden Aussagen, die Winkler seitens Hatern und Medien immer wieder zum Vorwurf gemacht werden, würden teils auf „Fälschungen“ basieren, teils würden die Hater ihm immer wieder „bestimmte Sätze […] entlocken, die aus dem Kontext gerissen“ eine schädliche Wirkung auf das Bild Winklers entfalten würden.
Rolf Schwartmann, Jurist und Professor für öffentliches Recht an der Technischen Hochschule Köln, bekräftigt, dass die Vorgeschichte Winklers einen Einfluss zumindest auf das Strafmaß haben sollte. Dennoch „hätte [er] sich auf diese Weise nicht wehren dürfen“. Eine ähnliche Position vertritt auch der Cybermobbing-Experte Lukas Pohland. „Dass aus Opfern von Cybermobbing Täter werden“, sei keine Seltenheit. „Es ist nicht richtig, mit Gewalt auf Gewalt zu reagieren. Grundsätzlich muss ein Rechtsstaat darauf natürlich reagieren.“ Bei der Urteilsfassung sei die Vorgeschichte Winklers dennoch nicht ausreichend berücksichtigt worden.
Im Juni 2022 veröffentlichte die für die Fürther Lokalredaktion der Nürnberger Nachrichten tätige Journalistin Julia Ruhnau eine Reportage mit dem Titel Endlevel Hass, die sich mit dem Fall auseinandersetzt und der ein Interview mit Winkler zugrunde lag. Für diese Reportage erhielt Ruhnau im Juni 2023 den renommierten Theodor-Wolff-Preis.
Im November 2022 erschien ein von Khesrau Behroz verfasster und moderierter fünfteiliger Podcast mit dem Titel Cui Bono: Wer hat Angst vorm Drachenlord?, der ausführlich die Geschichte Winklers behandelt. Im gleichen Monat erschien außerdem ein mehrseitiges Interview mit Rainer Winkler.

### Mediale Rezeption
- Die 16. Folge der 9. Staffel der für das Erste produzierten Polizeiserie Hubert ohne Staller mit dem Namen „Tod dem König“ ist an die Geschehnisse um Winkler angelehnt. Die Folge handelt von einem Streamer aus Bayern, dessen Haus regelmäßig von Anti-Fans belagert wird. Winkler selbst äußerte sich zu der Produktion, dass hier mit seinem Namen Geld gemacht werde, er daran finanziell jedoch nicht beteiligt werde.[52]
- In der 1251. Episode des Tatort mit dem Namen „Borowski und das unschuldige Kind von Wacken“ spielt Nicolas Dinkel den Metal-Fanshop-Inhaber und Metal-Podcast-Betreiber „Lenny Jensen“. Unter anderem ist die Begrüßung seiner Zuhörer mit „Meddl Loide“ an die Figur Drachenlord angelehnt. In einem EMP-Podcast-Interview bestätigte Nicolas Dinkel, den „Drachenlord“ vorher nicht gekannt zu haben; die Figur „Lenny Jensen“ sei von Regie und Kostüm so geplant worden.[53]
- Die Drachenlord-Grußformel Meddl Loide ist in der Internetkultur zu einiger Bekanntheit gelangt, 2024 tauchte diese sogar in einem offiziellen Video des Bundeskriminalamts über die Zerschlagung der Plattform Crimenetwork auf.[54][55]
- Im Computerspiel Enshrouded des Frankfurter Spieleherstellers Keen Games war Winklers Haus als eine Art Easter Egg nachgebaut.[56] Die Entwickler distanzierten sich von diesem Easter Egg und ließen es mit dem nächsten Update entfernen.[57][58]
- Im Rahmen der Bundestagswahl 2025 nutzte die FDP die Tonspur eines Drachenlord-Videos für einen Wahlkampfspot auf TikTok. Im verwendeten Video verglich sich Winkler mit einem Mammut, das seinen zahlreichen Hatern entgegen stehe und nicht fallen würde.[59]